# Réserve ornithologique de Hellestien-Blåfjellet-Kløfjellet-Geita
La réserve ornithologique de Hellestien-Blåfjellet-Kløfjellet-Geita est une aire protégée pour les oiseaux et un  site ramsar située sur l'île de Runde dans la commune de Herøy, comté de Møre et Romsdal. 
La zone a été créée en 1981 avec trois autres aires protégées . Les quatre aires ont une superficie total de 2,6 km2.
La zone comprend le côté est de la montagne Vardane sur l'île de Runde.
Le 27 mai 2013, les quatre zones ont été réunies et couplées à une réserve naturelle pour créer un site Ramsar.